# Real Coliseo del Buen Retiro

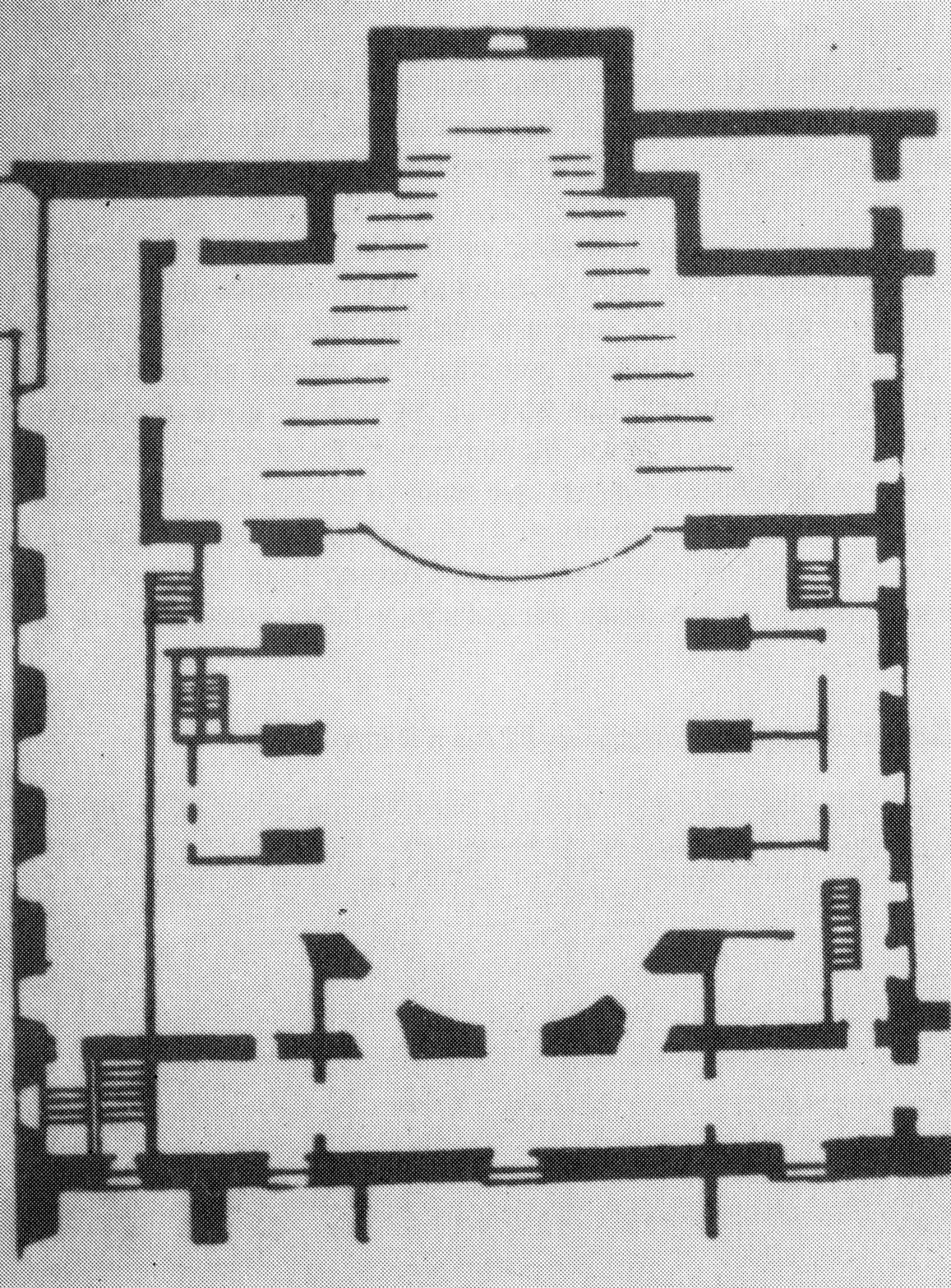
Planta del Coliseo del Buen Retiro dibujada por René Carlier en 1712.

El Real Coliseo del Buen Retiro fue un lugar para la representación dentro del conjunto de edificios del Palacio del Buen Retiro. El primer local estable data de 1640 y los primeros planos conservados son de René Carlier en 1712. Durante siglo y medio fue el espacio idóneo para la llamada "comedia grande o de tramoya", característica del teatro palaciego, y buena parte de la dramaturgia de Calderón, Moreto o Juan Vélez de Guevara, frecuentando sus tablas actrices como María Ladvenant y María del Rosario Fernández o singulares cómicos como Juan Rana.

## Historia
La afición al teatro de la corte española tuvo su primer espacio en el Palacio del Buen Retiro en la llamada Sala de Máscaras, hasta que en 1638 se decide construir un edificio estable en un ángulo de la Plaza Principal del complejo, con acceso por la galería de la Plaza del Coliseo. El nuevo teatro, de planta ovalada, fue inaugurado el 4 de febrero de 1640, según proyecto que podría atribuirse a la colaboración de Alonso Carbonell con Cosme Lotti.
No obstante, no se conservan planos del edificio hasta los trazados en 1712 por René Carlier, mezclando los esquemas del corral de comedias tradicional español con modelos de la vanguardia arquitectónica italiana de la época. Apoyando estos supuestos, Fernández Muñoz deja noticia e imagen de un esquemático dibujo de Joseph de Villa Real, de la «planta del repartimiento de los aposentos del Coliseo del Real del Buen Retiro para la comedia que se ha de hacer de la Renegada de Valladolid», datado en 1655. Más escueta aunque posiblemente igual de subjetiva que la mayoría de lo escrito en su Viaje por España, es la descripción que dejó escrita Madame d'Aulnoy: «La sala de comedias es de un bello diseño, muy grande, adornada de esculturas y de dorados. En cada palco pueden estar quince sin incomodarse. Tienen estos celosías todos, y en donde se pone el rey es muy dorado. No hay orquesta ni anfiteatro... se sienta uno en el patio sobre unos bancos». Descripción que una vez más recuerda el esquema básico de un corral de comedias (salvo en el tamaño y la decoración).
José Deleito y Piñuela, un informador más fiable, a pesar de no ser contemporáneo del Coliseo, describe el salón que ocupaba el público más pequeño que el espacio equivalente en los corrales, e insiste en que el escenario era bastante mejor y mayor, y que "podía abrirse por el fondo dejando ver los jardines del palacio".

### Reformas

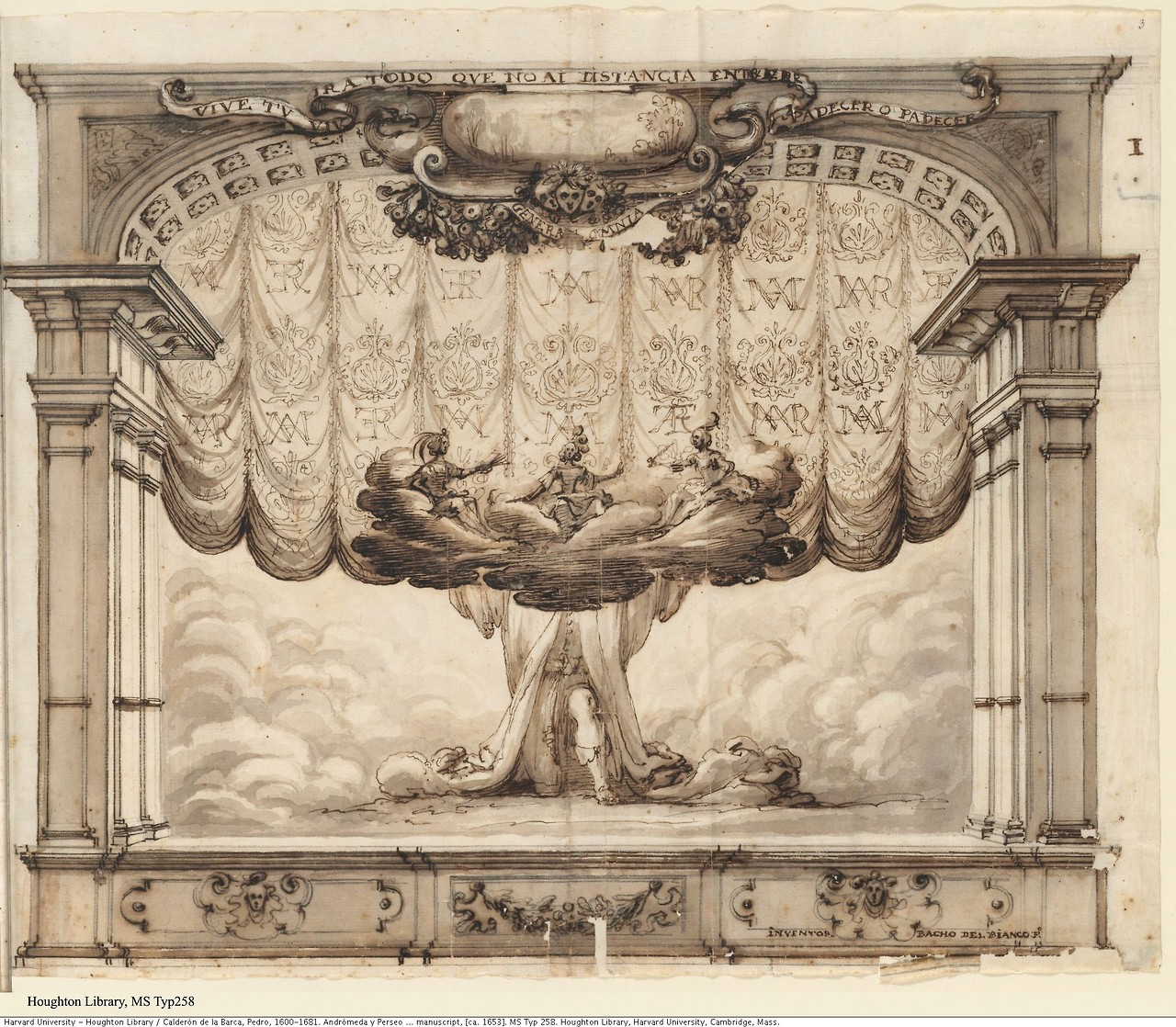
Ilustración para Andrómeda y Perseo de Pedro Calderón de la Barca; fábula representada en el Coliseo del Real Palacio de Buen Retiro. Abajo a la izquierda puede leerse: Baccio dei Bianco 1653. Houghton Library de la Universidad de Harvard.

Todos los investigadores coinciden en resaltar como elemento más sobresaliente del coliseo su escenario, que, interpretando el diseño dibujado por Carlier en 1712, parecía ser capaz de habilitar las complicadas y "deslumbrantes maquinarias" que hacían posibles las escenografías móviles de Cosme Lotti o Baccio del Bianco, de las que se han conservado numerosos ejemplos, y que hablan de un espacio escénico con 'hombros', 'chacena' y una abertura al fondo del escenario abriendo la perspectiva, y todo ello soportado por los bastidores dotados de bambalinas, carros, 'autómatas', 'nubes' y demás maquinaria de tramoya.
Datos derivados de la información -relativamente fiable- de Antonio Palomino en su  El Museo Pictórico, calculan una altura de proscenio de 1,40 metros, para un escenario cuya embocadura era de 10,92 m de ancho por 8,30 m de alto, y 17,36 m de profundidad. La superficie de la base del entablado era, así, de 189,56 m cuadrados, medidas que hacían posible el uso de complicadas tramoyas y 'mutaciones' (decorados pintados que apoyaban los cambios escénicos), que hacían soportable la larga duración media de muchas representaciones cortesanas, de 5 o 6 horas, como la que se hizo en 1655 para el día de San Juan.
Se ha atribuido al arquitecto francés Robert de Cotte el grueso de las reformas sufridas por el Coliseo, dentro del conjunto de obras dirigidas por Santiago Bonavia (1737) y a partir de 1738, a las que el famoso Carlo Broschi «Farinelli» parece referirse en su Descripción del estado actual del Real Theatro del Buen Retiro de las funciones hechas en él desde el año 1747, hasta el presente... (ca. 1746); otra posible descripción, más técnica, es la que J. N. Durand dejó en su Recueil et paralléle des edifices de tout genre... (París 1800).